# Puránák

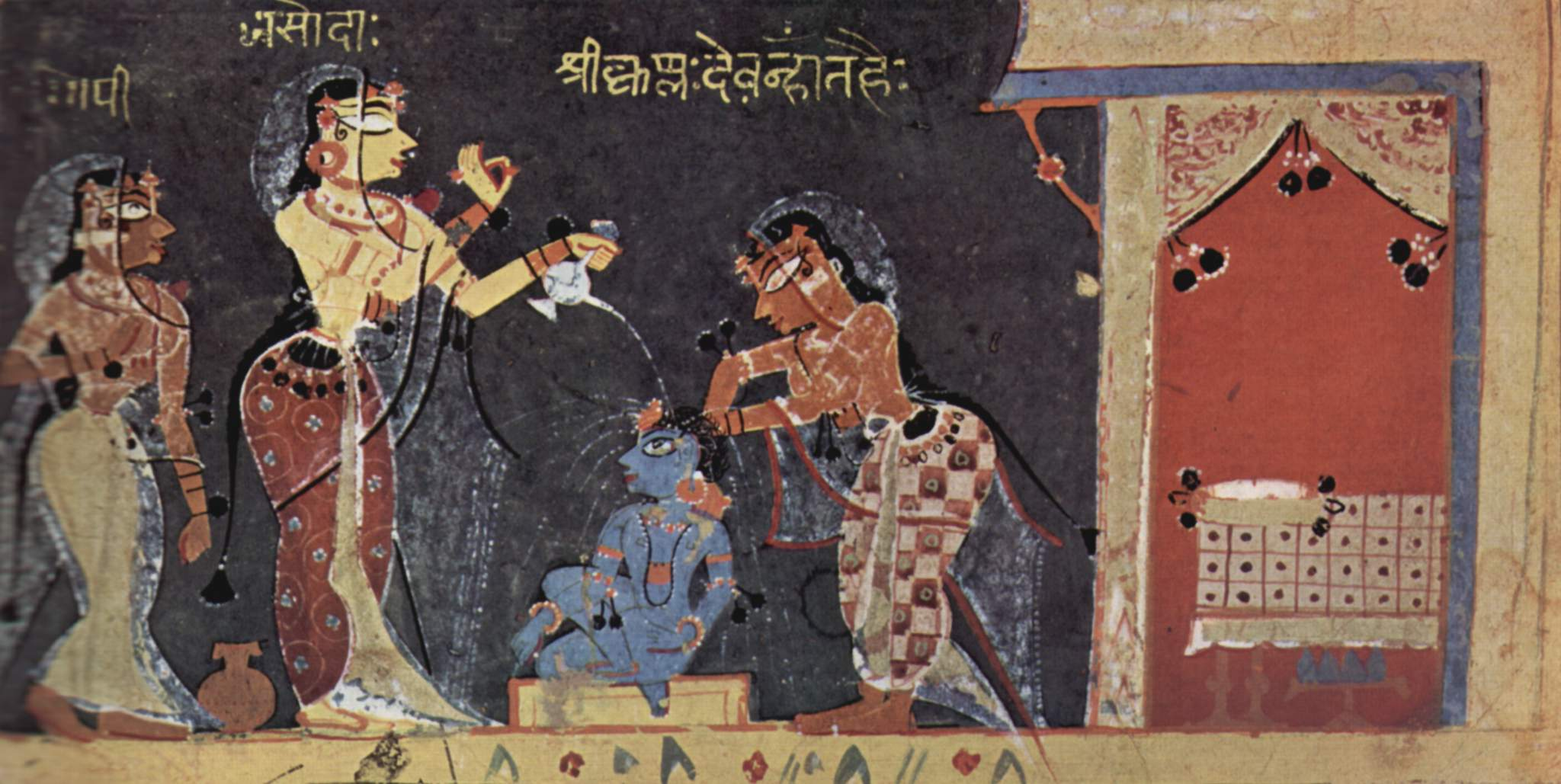
Bhágavata-purána egy lapja, miniatúra, Jasoda a gyermek Krisnát fürdeti

A puránák (a szanszkrit: पुराण ’ősi’ szóból) a hindu vallás szent hagyományának, a szmriti részei. Szent iratok, amelyek transzcendentális végkövetkeztetéseket hirdető történetek, amik általában Isten különböző inkarnációinak, valamint híveinek jogait és helyes cselekedeteit írják le kérdés-válasz formában. Néhány felosztásban a puránák közé sorolják a két fő hindu eposzt, a Mahábháratát és a Rámájanát is (itihásza-puránák), különösen az előbbi egyik fejezeteként született Bhagavad-gíta, a hindu vallás alapvető szent könyve miatt is.
18 fő purána van (Mahápurána), amelyeket i.sz. 400 és 1000 között rendszereztek, de eredetük ősi időkre vezethező vissza. Első említésük már az Atharvavédában előfordul. Hat-hat a Trimúrti (a hindu „szentháromság”) minden egyes tagjáról: Visnuról, Siváról illetve Brahmáról. A legismertebb purána a Bhágavata-purána (más néven Srímad-Bhágavatam).

## A puránák tartalma és felosztása
A hagyomány szerint mindegyik purána öt témát taglal. A ciklikus hindu időszámítás szerint az univerzum keletkezését és pusztulását, a Manuk korszakait (mantavantarák), az istenek és bölcsek leszármazási rendjével, valamint a nap és hold dinasztiák genealógiájával. Különböző betoldásokat tartalmaznak az egyes varnák (osztályok, kasztok) életszakaszaira vonatkozó kötelességeiről, tartalmazzák zarándoklatok és szent helyek leírását, de betéteket találunk bennük a hindu templomépítéssel kapcsolatban is.
Bár a Trimúrtihoz köthető három nagy csoport bizonyos egységet és vallási kötődést feltételez, a puránák, tartalmukat illetően történelmi fejlődés következményeiként alakultak ki, és az istenségekhez kapcsolódó vallási irányzatokhoz nem köthetők szorosan.
A puránák egy elfogadott felosztása:
- Itihásza-puránák

Mahábhárata
Rámájana
- 18 Mahápurána:

6 Vaisnava (szattva) purána:
Visnu-purána
Náradíja-purána
Bhágavata-purána
Garuda-purána
Padma-purána
Varáha-purána
6 Saiva (rádzsasza) purána
Matszja-purána
Kurma-purána
Linga-purána
Siva-purána
Szkanda-purána
Agni-purána
6 Brahma (támasza) purána
Brahma-purána
Brahmánda-purána
Brahmavaivarta-purána
Márkandeja-purána
Bhavisja-purána
Vámana-purána
- 18 Upapurána

Sztála-puránák gyűjteménye